# Aporrhiza le-testui
Aporrhiza le-testui är en kinesträdsväxtart som beskrevs av François Pellegrin. Aporrhiza le-testui ingår i släktet Aporrhiza och familjen kinesträdsväxter. Inga underarter finns listade i Catalogue of Life.